# Quận Wilkinson, Georgia
Quận Wilkinson (tiếng Anh: Wilkinson County) là một quận trong tiểu bang Georgia, Hoa Kỳ. Quận lỵ đóng ở thành phố Irwinton 6. Theo điều tra dân số năm 2000 của Cục điều tra dân số Hoa Kỳ, quận có dân số 10.220 người 2.

## Thông tin nhân khẩu
Theo điều tra dân số 2 năm 2000, đã có 10.220 người, 3.827 hộ, và 2.805 gia đình sống trong quận. Mật độ dân số là 23 người cho mỗi dặm vuông (9/km ²). Có 4.449 đơn vị nhà ở với mật độ trung bình là 10 cho mỗi dặm vuông (4/km ²). Cơ cấu chủng tộc của quận gồm 57,96% da trắng, 40,70% da đen hay Mỹ gốc Phi, 0,21% Native Mỹ, 0,07% châu Á, 0,40% từ các chủng tộc khác, và 0,66% từ hai hoặc nhiều chủng tộc. 0,99% dân số là người Hispanic hay Latino thuộc chủng tộc nào.
Có 3.827 hộ, trong đó 33,70% có trẻ em dưới 18 tuổi sống chung với họ, 50,60% là các cặp vợ chồng sống với nhau, 18,40% có chủ hộ là nữ không có mặt chồng, và 26,70% là không lập gia đình. 24,10% của tất cả các hộ gia đình đã được tạo thành từ các cá nhân và 10,40% có người sống một mình 65 tuổi trở lên đã được người. Bình quân mỗi hộ là 2,65 và cỡ gia đình trung bình là 3,13.
Trong quận dân cư có độ tuổi với 27,20% ở độ tuổi dưới 18, 9,00% 18-24, 28,10% 25-44, 22,70% 45-64, và 13,10% 65 tuổi trở lên. Tuổi trung bình là 36 năm. Cứ mỗi 100 nữ có 90,60 nam giới. Cứ mỗi 100 nữ 18 tuổi trở lên, đã có 88,10 nam giới.
Thu nhập trung bình cho một hộ gia đình trong quận đã được $ 32.723, và thu nhập trung bình cho một gia đình là $ 39.349. Nam giới có thu nhập trung bình $ 31.814 so với 21.461 $ cho phái nữ. Thu nhập trên đầu cho các quận được $ 14.658. Giới 14,60% gia đình và 17,90% dân số sống dưới mức nghèo khổ, trong đó có 24,90% những người dưới 18 tuổi và 18,00% có độ tuổi từ 65 trở lên. 